# Urban IV.
Urban IV., rođen kao Jacques Pantaléon, papa od 29. kolovoza 1261. do 2. listopada 1264. godine.